# Ненчо Палавеев (фондация)
Благотворителна фондация „Хаджи Ненчо Дончев Палавеев“ има за цел подпомагане на културното и икономическо издигане на Копривщица.

## История
Фондацията е основана в Копривщица на 31 май 1934 г. Хаджи Ненчо Палавеев завещава капитал от 5000 лева на 24 септември 1933 г.
През периода на съществуването си 1934 – 1980 г. фондацията развива огромна дейност. Назначен е комитет за построяване на пансион – хотел към гимназията в Копривщица. Фондацията подпомага всяко строително начинание в града. Отпуска средства за постройката на младежки културен дом, за преустройство на читалището и училището и др.
Фондацията преустановява дейността си на 8 август 1980 г. поради окончателното изчерпване на наличните средства.

## Управление
Начело на фондацията стои ефория от постоянни и избираеми членове, които са определени от Ненчо Палавеев. За постоянни членове са назначени проф. архимандрит Евтимий, ген. Димитър Кацаров, Никола Гърнев, Константин Белчев, Иван Палавев от София, Атанас Прахов от Пловдив, Нейко Азманов, Филип Палавеев (1917 – 1974) и Ив. Рашков от Копривщица. Избираемите членове са хора от Копривщенските благотворителни дружества в София и Пловдив, общинското управление, училищното настоятелство, читалището, женското дружество „Благовещение“, директора на гимназията и др.
Управлението на фондацията е възложено на Настоятелство (Управителен съвет), в което влизат първите четири от постоянните членове на ефорията и пет други членове, избрани от ефорията. За пожизнен председател на настоятелството и на ефорията е определен проф. Архимандрит Евтимий. След неговата смърт такъв се избира между постоянните членове на Настоятелството. Следващи председатели на фондацията са адвокатът Константин Белчев от София и директорът на гимназията в Копривщица – Филип Палавеев. В края на всяка календарна година Настоятелството изпраща на всички членове на ефорията подробен отчет за дейността си и за финансовото състояние на фондацията. Ако болшинството от членовете на ефорията не одобрят с писмо до него в течение на 2 месеца отчета му, избираемите членове на Настоятелството се смятат за подали оставка от членство и за попълване на мястото им се произвежда нов избор.
Други настоятели на втората фондация „Палавеев“ са Нейко Азманов и Иван Рашков.
Настоятелството прехвърля в Българската народна банка авоарите на Хаджи Ненчо Дончев Палавеев, вложени в акции и съхранявани в Banque Commerciale de Bale в Базел, Швейцария, и средствата от продажбата на 4-те яхъра за добитък, намиращи се в квартал „Гет ел енат Махмудия“ на Александрия, Египет и др.
Архивът ѝ се съхранява във фонд 2299 в Централен държавен архив. Той се състои от 114 архивни единици от периода 1899 – 1980 г.